# Ерік Аллен Боу

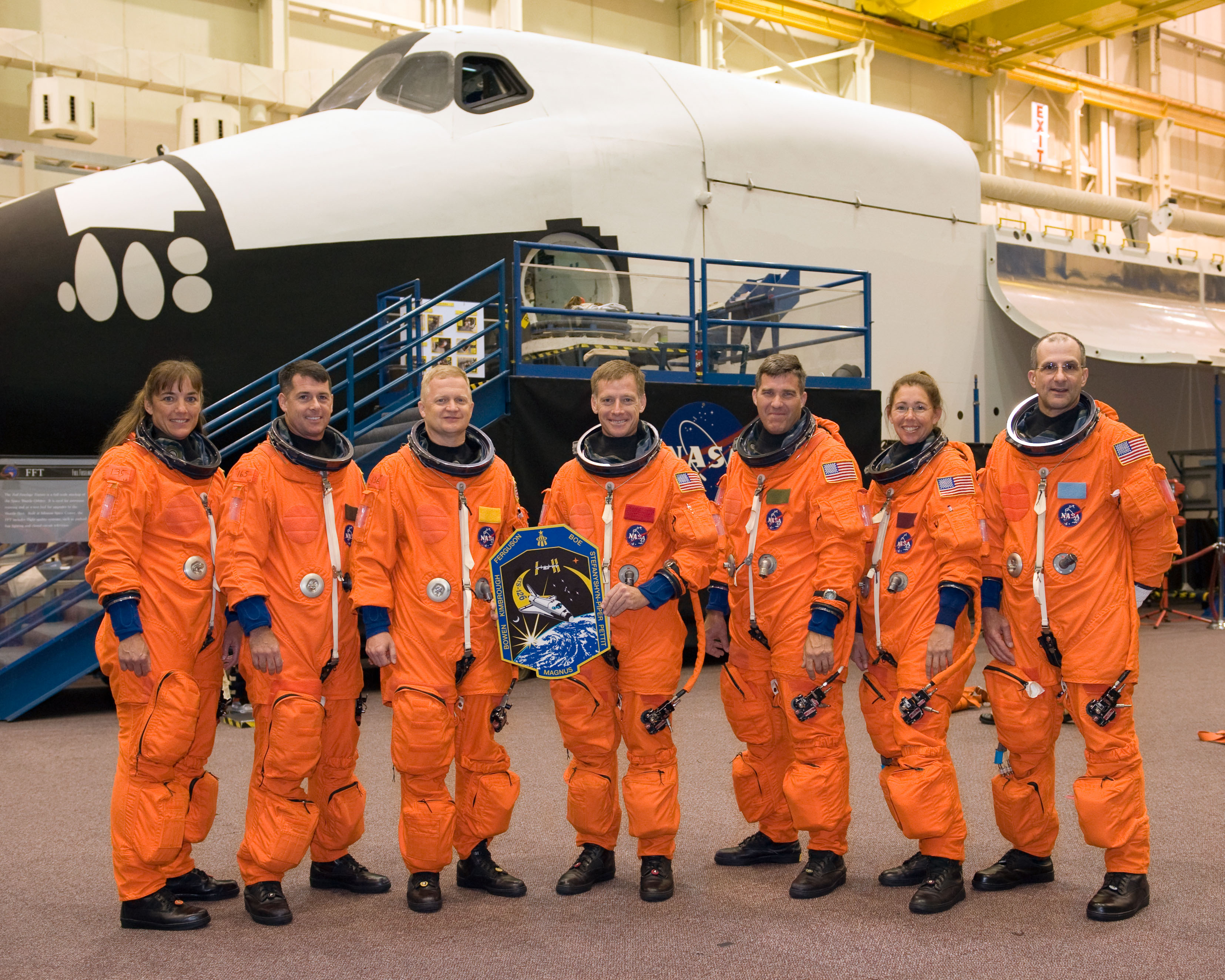
Екіпаж STS-126:Зліва направо: Магнус, Боуен, Петтіт, Фергюсон, Боу, Кимбро, Стефанишин-Пайпер

Ерік Аллен Боу (англ. Eric Allen Boe; нар. 1 жовтня 1964, Маямі, штат Флорида) — американський астронавт. Учасник двох космічних польотів тривалістю 28 діб 15 годин 33 хвилини 18 секунд.

## Освіта
- 1983 — закінчив середню школу (англ. Henderson High School) у місті  Чамблі штат Джорджія.
- 1987 — закінчив Військово-морську академію США, де отримав ступінь бакалавра наук з аерокосмічної техніки.
- 1997 — після закінчення Технологічного інституту штату Джорджія отримав ступінь магістра наук в області електротехніки.

## Військова кар'єра
- У 1988 році на авіабазі ВПС імені  Морріса Шеппарда (англ. Sheppard Air Force Base), що знаходиться в 8 км північніше міста Уїчіто-Фолс, закінчив курс льотної підготовки.
- З 1988 — 1991 рр. — проходив службу на авіабазі ВПС Кларк (англ. Clark Air Base), що знаходиться в 40 км північний захід від столиці  Філіппін  Маніли. Був пілотом винищувача  F-4 3-ї тактичної винищувальної ескадрильї.
- З 1991 — 1994 рр. — проходив службу на авіабазі ВПС Колумбус (англ. Columbus Air Force Base) в  Лоундес Каунті штат  Міссісіпі пілотом-інструктором навчальних літаків  T-38 Talon.
- З 1994 — 1997 рр. — проходив службу на авіабазі ВПС Еглін (англ. Eglin Air Force Base), що знаходиться південно-західніше  Валпараісо штат Флорида. Був пілотом винищувача  F-15C Eagle 60-ї винищувальної ескадрильї.

## Кар'єра в НАСА
- 26 липня 2000 року був зарахований кандидатом в астронавти НАСА 18-го набору. По закінченні курсу ОКП, отримав кваліфікацію «пілот шатла».
- 1 жовтня 2007 року отримав призначення в екіпаж місії STS-126.
- З 15 листопада по 30 листопада 2008 року здійснив свій перший космічний політ, як пілот, в складі екіпажу місії Індевор STS-126. Став 484-ю людиною і 307-м астронавтом США в космосі. Тривалість польоту склала 15 діб 20 годин 29 хвилин 27 секунд.
- 19 вересня 2009 року отримав призначення в екіпаж місії STS-133.
- В період з 24 лютого по 9 березня 2011 року, здійснив свій другий космічний політ, як пілот, в складі екіпажу місії Діскавері STS-133. Тривалість польоту склала 12 діб 19 годин 3 хвилини 51 секунда.
- 3 серпня 2018 року NASA оголосило імена астронавтів для перших місій космічного корабля CST-100 Starliner[2][3]. Проте у січні 2019 року Еріка Боу через стан здоров'я було замінено на Едварда Фінка[4].